# Johann Paul Hocher

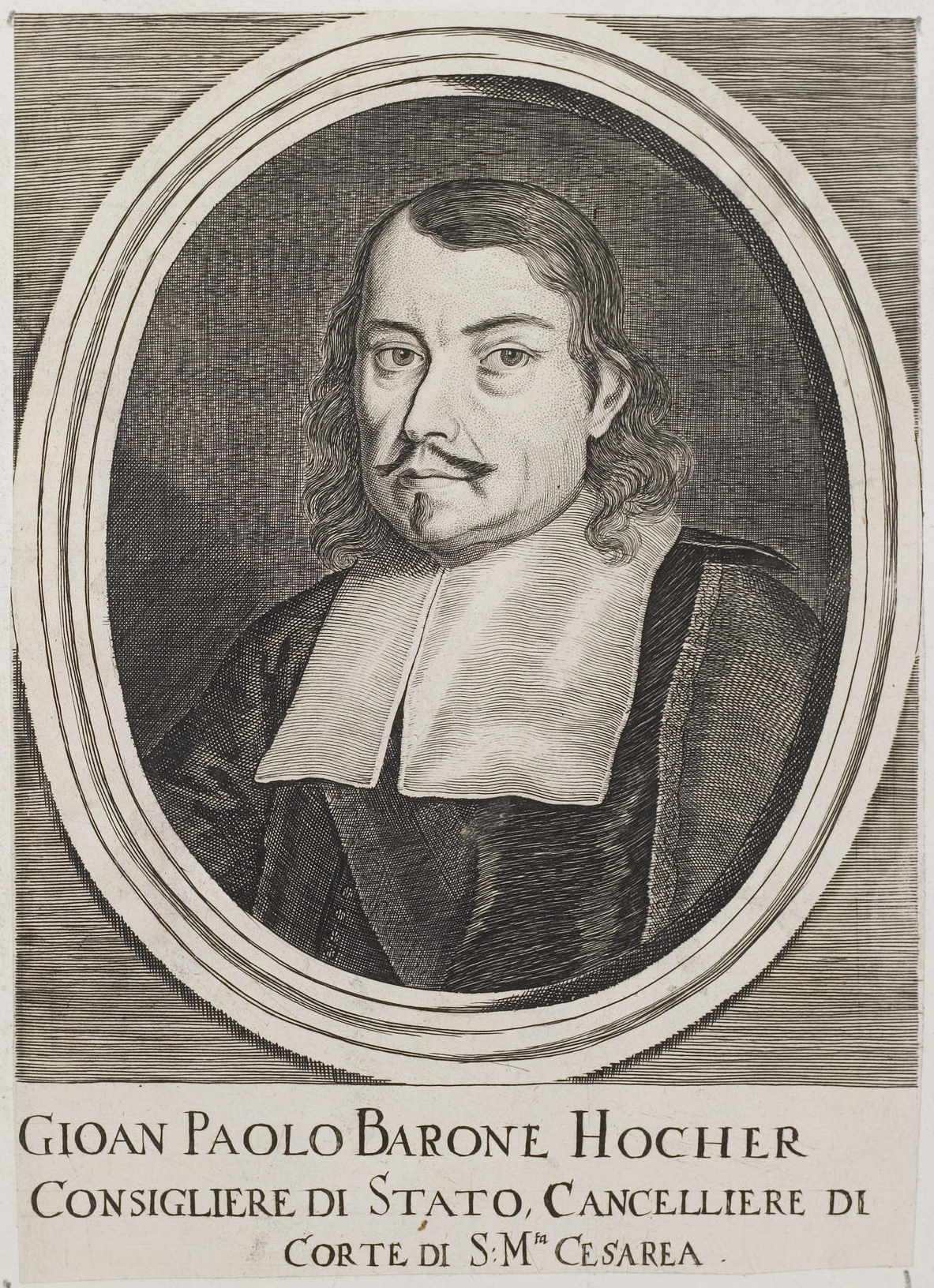
Johann Paul Hocher

Johann Paul Hocher, ab 1667 Freiherr von Hohenburg und Hohenkrän (* 12. August 1616 in Freiburg im Breisgau (damals österreichisch); † 28. Februar 1683 in Wien) war österreichischer Jurist und Oberster Hofkanzler des Kaisers Leopold I.

## Leben

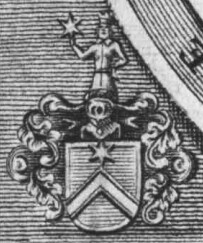
Stammwappen derer Hocher (Hochherr)
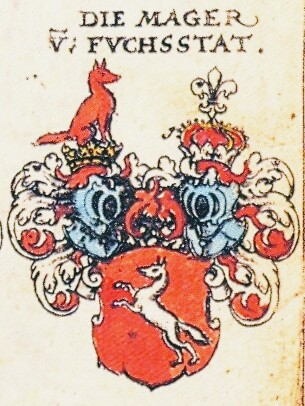
Wappen der Mutter aus dem Geschlecht derer Mager von Fuchsstatt

Johann Paul Hocher war der Sohn des Johann Arbogast Hocher (oder Hochherr; um 1570–1649) aus Masmünster im Oberelsass, Professor an der Universität Freiburg, und der Maria Magdalena Mager von Fuchsstatt († 1650), einer Nachfahrin des Berthold Mager (um 1425/35–nach 1498), Verweser der Landeshauptmannschaft in Kärnten, der 1493 von Kaiser Friedrich III. mit dem Prädikat „von Fuchsstatt“ geadelt wurde, und deren Geschlecht zur Ritterschaft in Kärnten gehörte. Ihre Schwester Ursula heiratete nach 1596 in Freiburg Johann und sie wurden zu den Stammeltern derer (Schmid) von Brandenstein zu Orschweier in der Ortenauer Reichsritterschaft.
Johann Paul Hocher studierte in Freiburg Rechtswissenschaft. 1635 schickten seine Eltern Hocher aus Sorge über den schwedischen Krieg nach Innsbruck. Der dortige Hofkammerpräsident Johann Michael von Schmauß nahm sich seiner an und brachte ihn zu dem damals berühmten Advokaten Johann Baptist Drächsel nach Bozen, wo sich Hocher einen guten Ruf als Jurist erwarb, sich allerdings mit Drächsel bald zerstritt. 1642 promovierte Hocher in Freiburg zum Doktor der Rechte.
Erzherzog Ferdinand Karl verlieh ihm 1637 den Titel eines oberösterreichischen Regimentsrates. 1646 wurde er zum Wirklichen Regimentsrat ernannt und erhielt 1654 auch Sitz und Stimme in der Regimentskammer. Im Jahre 1655 wurde Hocher zum Tiroler Vizekanzler ernannt und am 9. Juli 1660 in Innsbruck geadelt. Im selben Jahr verfasste Hocher eine neue Tirolische Landesordnung (Verfassung). Im Dezember 1660 gab er die Stellung als Vizekanzler auf und wurde fürstbischöflich brixen'scher Hofkanzler (bis 1663).

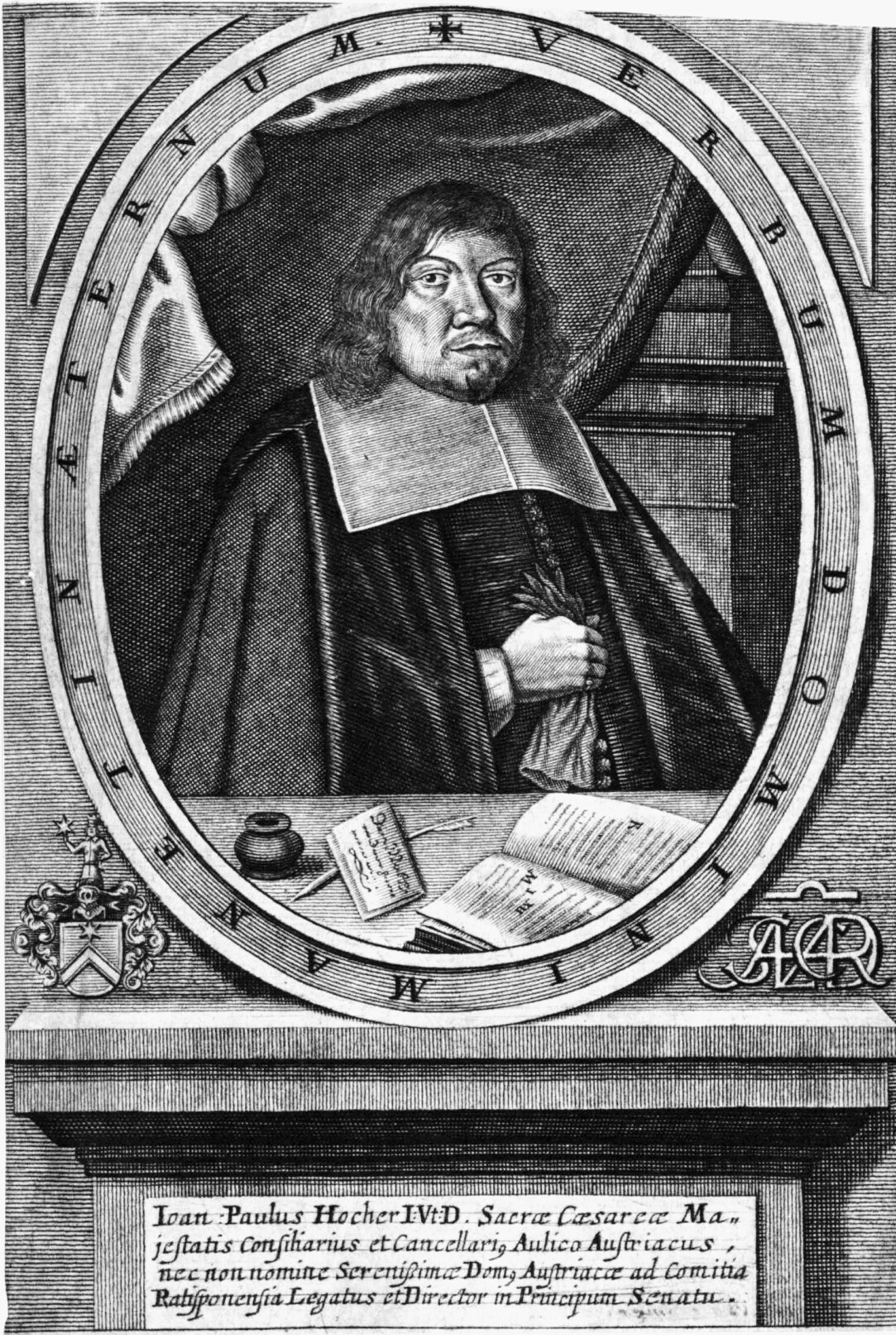
Johann Paul Hocher

Am Reichstag zu Regensburg 1665 agierte Hocher als kaiserlicher Reichshofrat und erzherzoglich österreichischer Gesandter. Nach der Vereinigung Tirols mit den übrigen Erblanden ernannte Leopold I. ihn am 1. Oktober 1665 zum oberösterreichischen Regimentsvizekanzler. 1665 lehnte Hocher mit Hinweis auf seine bürgerliche Geburt die Berufung zum österreichischen Obersten Hofkanzler ab, nahm diese Würde jedoch nach seiner Erhebung in den erblichen Reichsfreiherrenstand (8. März 1667) mit dem Prädikat von Hohenburg und Hohenkrän doch an. Die Stiftungsurkunde der Universität Innsbruck (26. April 1677) trägt seine Gegenzeichnung.
In der Folge der Magnatenverschwörung leitete Hocher das Sondergericht, welches die Anführer der Verschwörung (Ferenc Nádasdy, Petar Zrinski und Fran Krsto Frankopan) 1671 zum Tode verurteilte.
Kurz vor der zweiten Türkenbelagerung Wiens (Juli 1683) starb Hocher im Gundelhof in Wien (Brandstätte 5/Bauernmarkt 4).
Johann Paul Hocher heiratete 1643 Anna Maria Helene Kerschbaumer von Neumarckt aus Salurn, Tochter des Gutsbesitzers Leonhard Kerschbaumer. Dieser Ehe entstammten fünf Töchter, darunter Anna Franziska, Freiin von Hohenkrän. Sie heiratete Johann Georg IV. Graf von Kuefstein und war die Mutter von Johann Ferdinand I. von Kuefstein. Johann Paul ist in der Kuefstein’schen Familiengruft in Greillenstein (Bezirk Horn, Niederösterreich) begraben.